# Vlčany
Vlčany (Hongaars: Vágfarkasd) is een Slowaakse gemeente in de regio Nitra, en maakt deel uit van het district Šaľa.
Vlčany telt 3.461 inwoners. De meerderheid van de bevolking is Hongaars.
Tot de Tweede Wereldoorlog was de bevolking uitsluitend Hongaars, in de jaren 1946-1948 werd een deel van de Hongaren gedwongen om naar Hongarije te verhuizen in het kader van de Tsjechoslowaaks-Hongaarse bevolkingsruil. Hun plekken werden ingenomen door Slowaken die vrijwillig vanuit Hongarije naar het toenmalige Tsjechoslowakije verhuisden.

## Galerij

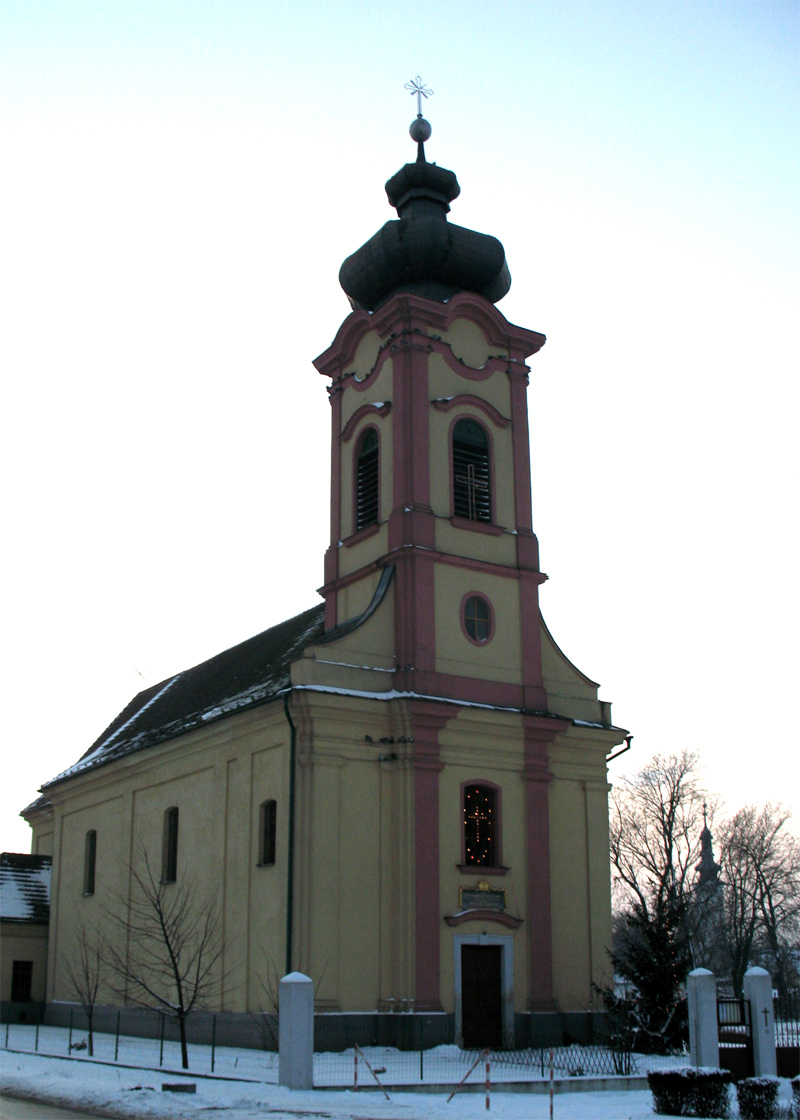
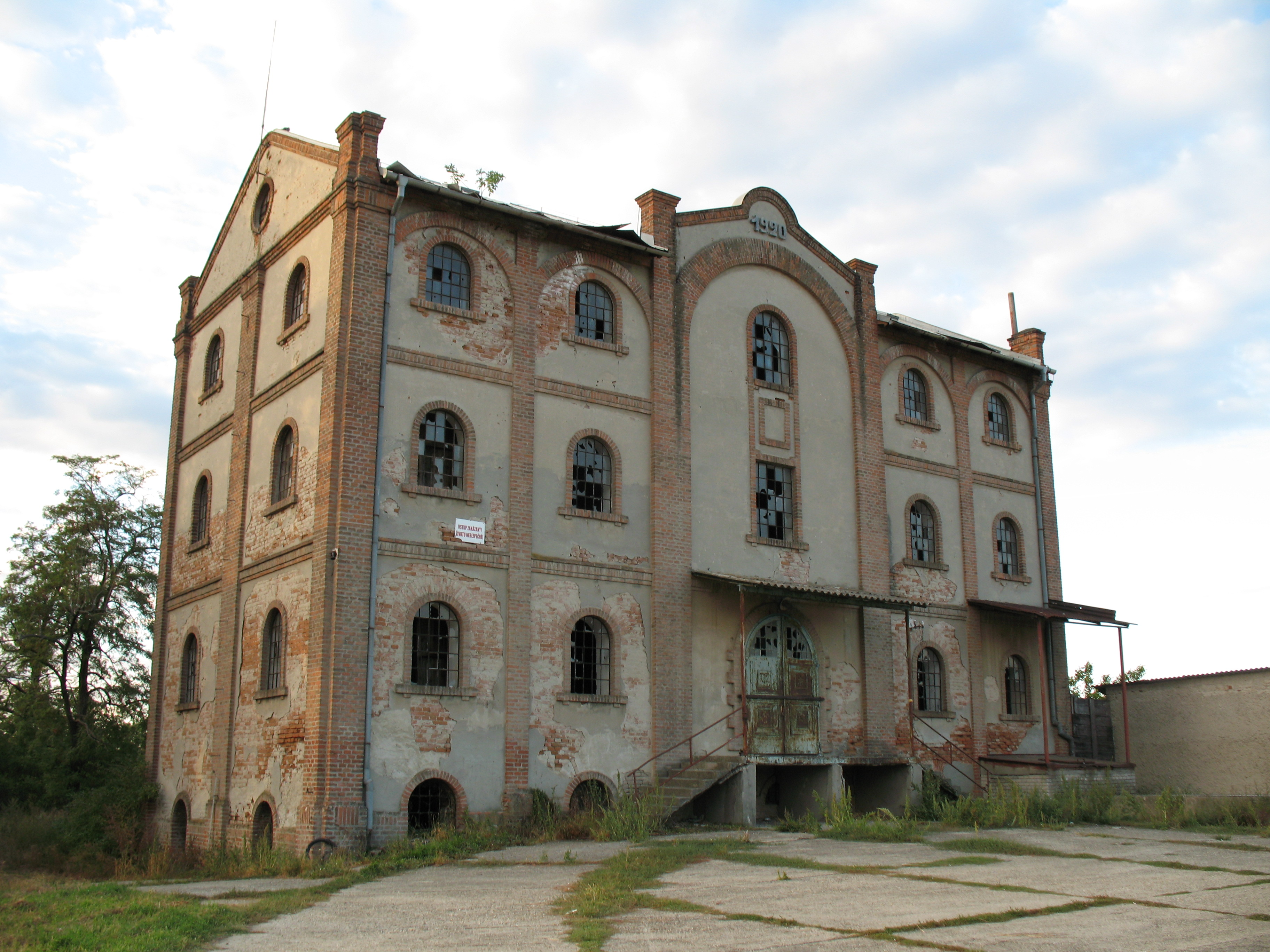
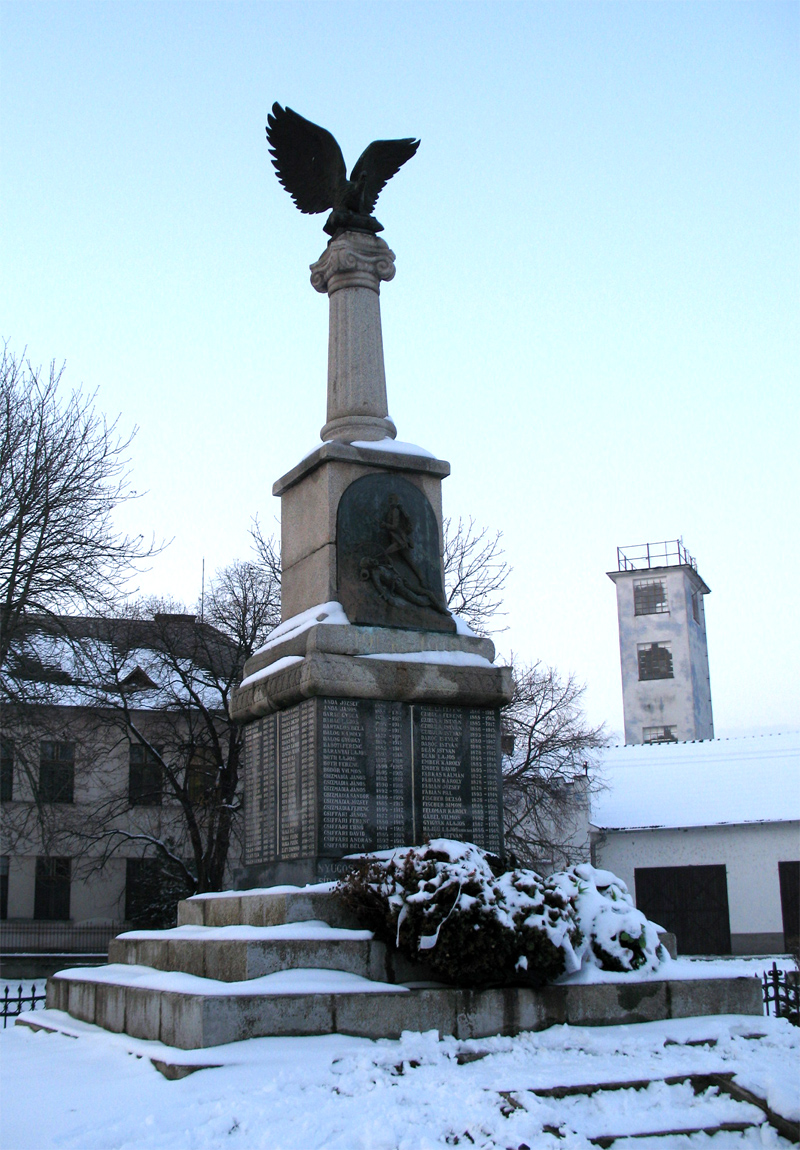
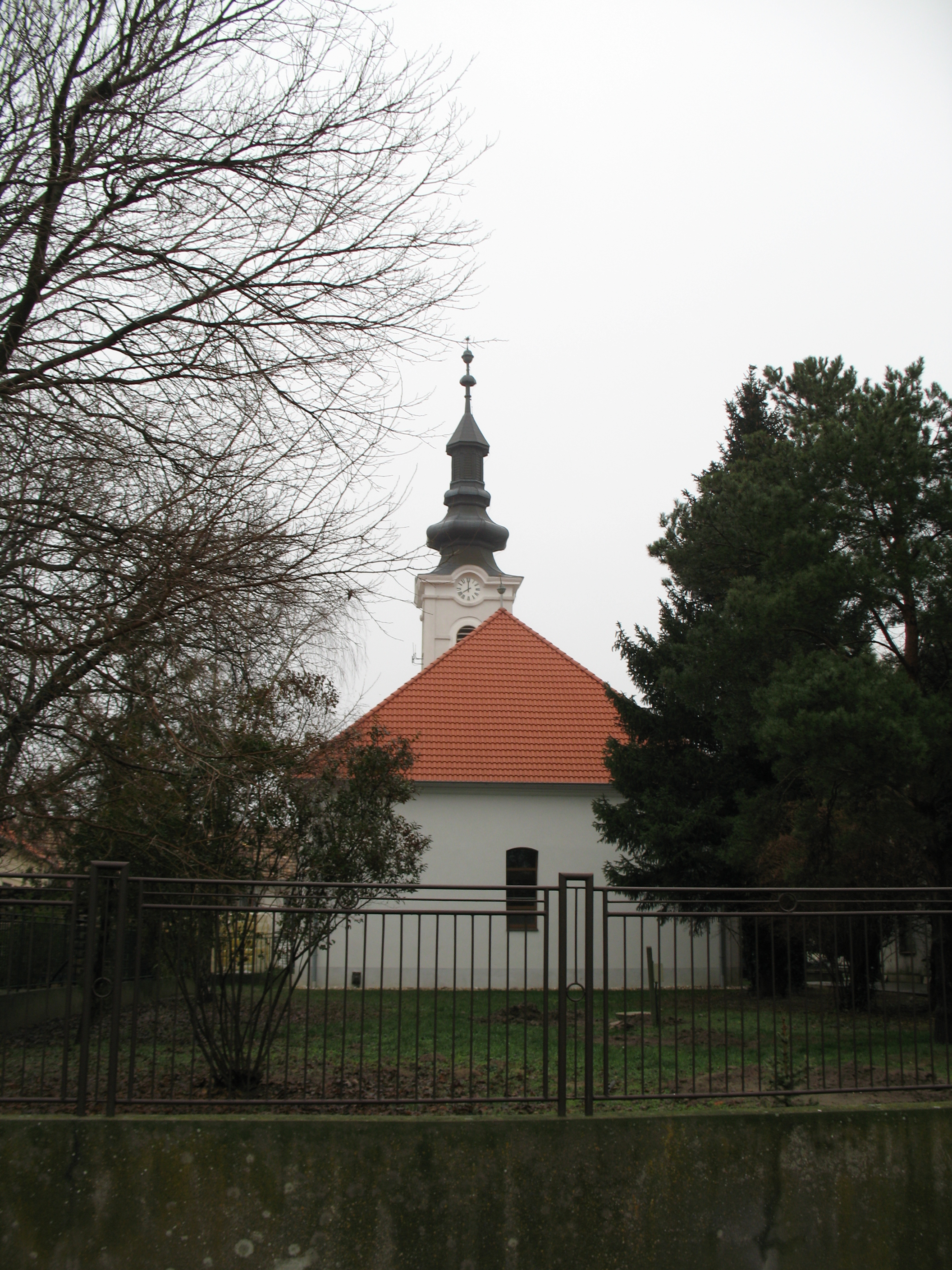